# Vima Takto
Vima Takto ali Vima Taktu (grško-baktrijsko ΟΟΗΜΟ ΤΑΚΤΟΟ, Oēmo Takto, kharošti 𐨬𐨅𐨨 𐨟𐨑𐨆, Ve-ma Ta-kho, IAST Vema Takho) je bil kušanski cesar, ki je vladal okoli 80–90 n. št., * 1. stoletje, † 1. stoletje.

## Vladanje
Vima Takto je bil dolgo znan kot  "kralj brez imena", ker na njegovih kovancih ni bilo imena ampak samo napis "kralj kraljev, veliki rešitelj". Po odkritju Rabataškega napisa so uspeli napis na kovancih povezati z njegovim imenom. 
Cesarstvo Vime Takta je obsegalo severozahodno Gandaro in velik del Baktrije ob kitajski meji, kjer so Kušani vzpostavili oblast v Tarimskem bazenu. Med svojim vladanjem je na Kitajsko poslal več delegacij.

## Rodoslovje
Omenjen je v kitajski kroniki Hou Hanšu (Knjiga poznega Hana) v povezavi z njegovim očetom:
"Kiudžiukue [kitajsko 丘就卻, Kudžula Kadfiz] je bil ob smrti star več kot 80 let. Njegov sin Jangaožen [kitajsko 閻高珍, verjetno Vema Takto ali njegov brat Sadaškana] je potem postal kralj. Porazil je Tjanžu [severozahodna Indija] in namestil generale, da so ga nadzirali in upravljali. Jueži so potem neizmerno obogateli. V vseh kraljestvih so ga kot kralja imenovali Gujšuang [Kušan], Hani pa so še naprej uporabljali njegovo izvirno ime Da Jueži."
Povezave Vime Taktoja z drugimi kušanskimi vladarji so opisne v Rabataškem napisu kralja Kaniške. Slednji je sestavil seznam vladarjev, ki so vladali do njegovega časa: Kudžula Kadfiz (praded), Vima Takto (stari oče), Vima Kadfiz (oče) in on sam, Kaniška.
Na kasnejšem napisu, odkritem v Vimovem svetišču v Matu, je Vima omenjen kot Huviškov stari oče.